# Петдесет и осми пехотен гюмюрджински полк
Петдесет и осми пехотен гюмюрджински полк е български пехотен полк, формиран през 1912 година и взел участие в Балканската, Междусъюзническата, Първата и Втората световна война.

## Формиране
Петдесет и осми пехотен гюмюрджински полк е формиран на 15 октомври 1912 година в Мустафа паша под името Петдесет и осми пехотен полк  от първите дружини на 10-о, 16-о и 25-о полково окръжие и е подчинен на 11-a пехотна дивизия. 

## Балкански войни (1912 – 1913)
Полкът участва заедно с Лейбгвардейския конен полк в превземането на Одрин на 13 март 1913 г. – като лява колона настъпва и превзема Кавказтабия. 58-и пехотен полк (3 дружини) е оставен на гарнизонна служба в Одрин – част от окупационния корпус в Източна Тракия. След края на Междусъюзническата война (1913) през юли 1913 се демобилизира.

## Първа световна война (1915 – 1918)
Полкът действа и по време на Първата световна война (1915 – 1918), като е формиран на 11 септември 1915 година в Свищов под името 58-и пехотен резервен полк от 33-ти пехотен свищовски и 34-ти пехотен троянски полкове, и влиза в състава на 3-та бригада от 9-а пехотна плевенска дивизия.
58-и пехотен полк в състава на 1 бригада на Трета пехотна дивизия, командвана от генерал-майор Никола Рибаров, участва в Леринската операция през август 1916 г.
През октомври и ноември 1916 г., полкът под командването на подполковник Тороманов участва в първите сражения в завоя на река Черна.
В периода 1 януари–16 март 1917 командир на 58-и пехотен полк е Петър Мидилев.
58-и пехотен полк, заедно с 17-и, 33-ти и 34-ти пехотни полкове и Девети артилерийски полк участва в боевете при Дойран. На 24 юни 1918 г. в е свален с артилерийски огън наблюдателен английски самолет, който пада в телените мрежи на главната позиция на 58-и полк. На височините северно над Дойранското езеро (септември 1918 г.) се отличава левофланговата дружина на майор Гечев. На малък хълм, 3 – 4 км от Дойран, се намира полковото гробище на загинали при настъплението през 1915 г. войници от 58-и пехотен полк. Там е бил погребан полковник Коста Каварналиев, а през 1918 г. тук Девета пехотна Плевенска дивизия изгражда в негова чест внушителен паметник, който е разрушен в 1945 г.
До село Цапари близо до град Битоля са погребани 207 войника от 58 полк, както и от Трети пехотен бдински полк, Петнадесети пехотен ломски полк, Шестнадесети пехотен ловчански полк, Петдесет и първи пехотен полк, Петдесет и пети пехотен полк, Петдесет и осми пехотен плевенски полк, Първи планински артилерийски полк, Дванадести артилерийски полк, Деветнадесети артилерийски полк и 6-а Пионерна дружина. Мраморните паметници над гробовете на седемте офицери в двора на църквата „Свети Георги“ (един от тях е на подпоручик Владимир Пюскюлиев от Свищов от 2-ра рота на 58-и пехотен полк) са единствените останали български офицерски паметници в днешната Северна Македония. През 1970-те години войнишките кръстове и единият от скромните паметници на войнишкото гробище са заличени с багер, но гробовете остават непокътнати.  Архив на оригинала от 2008-01-22 в Wayback Machine. Гробището е обновено през 2006 г. със съдействието на президента Георги Първанов и посланика на Република България в Македония генерал Михо Михов..
За проявени бойни отличия във водените от полка боеве са наградени 293 души. 
През октомври 1918 година полкът е демобилизиран и разформирован, като кадрите от полка се връщат в 33-ти пехотен свищовски и 34-ти пехотен троянски полкове.
При намесата на България във войната полкът разполага със следния числен състав, добитък, обоз и въоръжение:
| Числен състав                                       | Добитък   | Обоз                                          | Въоръжение                           |
| --------------------------------------------------- | --------- | --------------------------------------------- | ------------------------------------ |
| Офицери: 45 Чиновници: 3 Подофицери и войници: 4189 | Коне: 375 | Обикновени коли: 46 Товарни: 195 Специални: 3 | Пушки и карабини: 3290 Картечници: 4 |

## Втора световна война (1941 – 1945)
През Втора световна война (1941 – 1945) на 23 юли 1941 година в Гюмюрджина е формиран т.нар. Гюмюрджински полк, който се състои от щаб на полка, Гюмюрджинска и Ксантийска пехотни дружини, Конен дивизион, Дедеагачка батарея и полково домакинство. Към полка се е числял и 21-ви граничен участък. Влиза в състава на 16-а пехотна дивизия. През март 1942 година е преименувана на 58-и пехотен гюмюрджински полк. Взема участие във втората фаза на заключителния етап на войната. За проявени героизъм и безстрашие при водените боеве с Военен орден „За храброст“ са наградени 22 офицера и 154 войника. На 11 юли 1945 година полкът е демобилизиран и през септември е разформирован.
Гробовете на падналите се намират на българското военно гробище в гр. Харкан, Южна Унгария, на около 8 км северно от река Драва.

## Наименования
През годините полкът носи различни имена според претърпените реорганизации:
- Петдесет и осми пехотен полк (15 октомври 1912 – юли 1913)
- Петдесет и осми пехотен резервен полк (11 септември 1915 – октомври 1918)
- Гюмюрджински полк (23 юли 1941 – март 1942)
- Петдесет и осми пехотен гюмюрджински полк (март 1942 – септември 1945)

## Командири
Званията са към датата на заемане на длъжността.
| №  | звание       | име              | дати                         |
| -- | ------------ | ---------------- | ---------------------------- |
| 1. | Подполковник | Стефан Панайотов | Балканска война              |
| 2. | Подполковник | Стоян Тороманов  | 1915 – 1 януари 1917         |
| 3. | Подполковник | Петър Мидилев    | 1 януари 1917 – 16 март 1917 |
| 4. | Подполковник | Гаврил Личев     | Първа световна война         |
|    | Подполковник | Васил Любенов    | 1941                         |
|    | Подполковник | Благой Златанов  | 1944                         |
|    | Подполковник | Димитър Тодоров  | 1944 – 1945                  |